# Markering
| Markering |
| --- |
| Exempel på olika markeringar, ur en serie av Nicolas Križan. - Betydelse – symbolisk bilddel i en tecknad serie - Funktion – uttrycker bl.a. känslor, ljud, energi, rörelse - Exempel – fartstreck, smärtsjärnor, idélampor, stiliserade svordomar |

Markeringar (även symbolia, piktogram eller ikoner) kallas på seriespråk de bildsymboler som är vanliga för att uttrycka känslor, ljud, energi, fart med mera i seriernas värld. Bland de vanligaste markeringarna kan nämnas fartstreck, smärtstjärnor, idélampor och stiliserade svordomar.

## Översikt
Markeringar är, likt pratbubblor, ett vanligt formelement för just serier, och de flesta serier använder dem, även om det finns ett mindre antal serier som medvetet avstår från markeringar. Liksom pratbubblor är markeringar också en del av det formspråk som seriemediet har utvecklat på egen hand och som är karakteristiskt just för det. Många markeringar har dock serierna gemensamt med skämtteckningarna.
Flera andra termer används då och då för fenomenet, däribland piktogram, ikoner, symboler med flera. På engelska har Mort Walker i sin bok The Lexicon of Comicana föreslagit begreppet symbolia, vilket fått en viss användning.
Ett antal markeringar kan sägas vara universella för alla serier. En tydlig skillnad kan dock hittas mellan t.ex. den västerländska och den japanska serietraditionen. Det finns även en viss skillnad mellan hur humorserier och äventyrsserier använder sig av markeringar, då de senare (åtminstone nu för tiden) siktar på en mer realistisk upplevelse. Moderna äventyrsserier innehåller till exempel sällan fartstreck utan skildrar oftare rörelse med frusna ögonblicksbilder, och istället för tankebubblor med symboler skildras sinnestillstånd med ansiktsuttryck och kroppsspråk. 
Utöver de väletablerade symboler som kan räknas till "seriernas vokabulär" har serietecknaren även obegränsade möjligheter att själv hitta på nya symboler, så länge de är självförklarande. Man kan exempelvis använda en metafor, ett bildligt uttryck i språket och omsätta det ordagrant i bilder. Ofta kan en känsla uttryckas lika bra genom en fritt vald bild istället för en standardiserad markering. För att visa glädje, använder till exempel Pat Brady i serien Rose is Rose ett helt spektrum av olika "glada" symboler: en sol, en blomma, en polkagris, en regnbåge med mera (och för vitlökslukt dödskallar).

## Västerländska symboler

### Rörelse
- Fartstreck – snabb rörelse
- "Dammoln" – snabb rörelse med plötslig start
- Ben tecknas som "hjul" – väldigt snabb löpning
- Mindre linjer längs delar av figurens konturer – rörelse (mindre snabb eller i obestämd riktning)
- Små sicksacklinjer längs kroppen – darrning, vibrationer
- Kroppsdelar, hela figuren eller objektet tecknas dubbelt eller flerdubbelt — snabb förändring av position (Dubbla figurer kan även symbolisera berusning hos betraktaren)
- Figur eller objekt "lyfter från marken" – är aktiv, är "på gång" (används t.ex. vid en person som är överraskad, en bil som åker, en telefon som ringer)
- Dammoln med streck eller taggar utåt – explosion, eller krock

### Känslor, humör, sinnestillstånd
Människans olika känslor förmedlas till stor del medelst kroppsspråk, via gester och mimik. Dessa är givetvis viktiga ingredienser i serier — från realistiskt återgivna till löjligt överdrivna. Utöver dem har serierna även utvecklat ett förråd av olika bildsymboler. Kroppsspråk och symboler används ofta i kombination, för att förstärka och komplettera varandra.
Symbolerna tecknas ibland inom tankebubblor eller pratbubblor, men oftare utan, vanligtvis ovanför eller intill figurens huvud.
- Svettdroppar (ofta stiliserade till små streck eller "strålar") – upphetsning, stark känsla
- Hjärta (ibland genomborrat av pil) – kärlek, förälskelse, åtrå
- Brustet hjärta – olycklig kärlek
- Svärta, åskmoln – nedstämdhet, depression
- (Åskmoln med) blixt – ilska
- Streckade linjer från ögonen – visar blickens riktning
- Dito med små dolkar eller blixtar – vrede, hat
- Dollartecken ($) eller andra valutatecken eller något annat åtrått i ögonen tillsammans med argt vinklade ögonbryn – girighet, habegär
- Dollartecken ($) eller andra valutatecken i ögonen tillsammans med förvånat eller glatt vinklade ögonbryn – figuren ser en plötslig chans att få pengar/stor vinst på en affär
- Förvanskade pupiller (t.ex. spiraler) – hypnotiserad
- Kugghjul (ibland med rörelsemarkeringar) – tankeverksamhet, funderingar
- Ljus, lampa – idé
- Slocknat ljus, släckt lampa – borttappad eller dålig idé
- Frågetecken – förvirring, nyfikenhet
- Utropstecken – plötslig insikt om något
- Bubblor – dröm, dagdröm
- Bubblor som spricker – plötsligt uppvaknande ur (dag)dröm
- Spiral-/snirkellinjer – yr, berusad
- Stjärnor – smärta (jfr "att se stjärnor")
- Bokstaven "Z" – sömn, snarkningar (används även i länder där bokstaven knappt används i språket)
- Små sicksacklinjer längs kroppen – darrning
- Hatten flyger upp – skräck, överraskning
- Figur tecknad som svart silhuett med ljust skelett inuti – drabbad av starkt (el-)strömslag
- Figur med ängel- och demonliknande mindre "kopior" – figurens goda och dåliga sida, inre röster
- Helgongloria – självgodhet över en egen god gärning
- Enorma/utpoppande ögon – figuren ser plötsligt någonting chockartat
- Stora X istället för ögon – figuren är död eller avsvimmad

Känslor som åtrå eller hat kan också återges genom att i en tankebubbla visa en scen på vad seriefiguren längtar efter: sig själv förenad med sin älskade, eller sin fiende drabbad av hemska olyckor.
Symboler som kan betyda argsinthet, hat och förvirring (blixtar, svarta moln, spiraler m.m.) används ofta i pratbubblor i stället för att skriva ut svordomar i ord.

### Ljud och sinnesintryck
- Onomatopoetiska (=ljudhärmande) ord – ljud av olika slag
- Musiknoter – musik
- Rökmoln-liknande vågiga linjer ovanför något – lukt
- Dito med små flugor – något som är ruttet, stinkande lukt

### Andra konventioner
- Ett fåtal parallella snedstreck – visuell bild av en glasruta
- En bildruta delad med en sned bjälke – två samtida händelser, i synnerhet två partner i ett telefonsamtal

## Japanska symboler
Inom den japanska serievärlden har det utvecklats ett antal egna symboler, av vilka kan nämnas:
- En bubbla ur näsan (liknande en tom pratbubbla) – figuren sover
- Blodsprut ur näsan – figuren blir sexuellt upphetsad
- Enorma bulor på huvudet – figuren har fått en smäll (ofta som orsak av klantighet eller som tillrättavisning)
- Enorm svettdroppe – nervositet

### Allmänna källor
- Knutsson, Magnus. Lundström, Janne. (1979): "Seriernas byggstenar. Del 3. Markeringar". Bild & Bubbla Nr 3 (s. 16-21)